# Tunnel Pellinger Berg
Der Tunnel Pellinger Berg ist ein 596 Meter langer Autobahntunnel mit zwei Röhren im Gemeindegebiet von Mettlach im Landkreis Merzig-Wadern (Saarland). Er befindet sich auf dem Teilstück der A8 zwischen Perl-Borg und Merzig-Wellingen nur wenige Kilometer entfernt von der luxemburgischen Grenze.
Fälschlicherweise wird der Tunnel auch Pellinger Tunnel genannt, vor allem in Staumeldungen. Es gibt aber keinen Ort namens Pellingen in der unmittelbaren Umgebung. Der Pellinger Berg – und damit in der Folge auch der Tunnel – erhielt seinen Namen von dem nicht mehr existierenden, ehemals hier gelegenen Dorf Pillingen, einer mittelalterlichen Wüstung.
Hauptsächlich sorgt der 1997 fertiggestellte Tunnel für eine Entlastung der Ortsdurchfahrten von Tünsdorf und vor allem der zur Gemeinde Perl gehörenden Ortsteile Büschdorf und Eft-Hellendorf vom Schwerlastverkehr in Richtung Luxemburg.
Vor der Fertigstellung musste der Pellinger Berg durch die oben genannte Dörfer umfahren werden, um nach dem Ort Perl den Grenzübergang Perl/Schengen (Großherzogtum Luxemburg) an der Mosel zu passieren. Heute ist durch die Freigabe des Teilstücks der A8 von Merzig-Wellingen bis Grenzübergang Perl (Übergang zur luxemburgischen A13) eine durchgehende Autobahnverbindung bis nach Luxemburg ermöglicht.
Der Tunnel wurde 1997 durch Oskar Lafontaine in seiner Funktion als Ministerpräsident eingeweiht. Er entspricht den heutigen Sicherheitsvorschriften.